# Premio de Teoría John von Neumann
El Premio Neumann nombre completo Premio de Teoría John von Neumann del Institute for Operations Research and the Management Sciences (INFORMS, anteriormente el The Institute of Management Science, TIMS, y la Operations Research Society of América, ORSA) es otorgado anualmente a un individuo o grupo que haya hecho contribuciones teóricas fundamentales y continuadas a la investigación operativa.
El premio, llamado así por el matemático John von Neumann, se concede por toda una carrera, en lugar de un logro puntual. Se trata de recompensar contribuciones que han pasado la prueba del tiempo. Algunos de los criterios para decidir el ganador son importancia, innovación, profundidad, y excelencia científica. El ganador recibe un premio de $5,000, un medallón y una breve cita resumiendo su trabajo. Se viene concediendo desde 1975, y el primer ganador fue George B. Dantzig por su trabajo sobre programación lineal. 

## Lista de ganadores
- 2024 Jim Dai
- 2023 Christos Papadimitriou y Mihalis Yannakakis
- 2022 Vijay Vazirani
- 2021 Alexander Shapiro
- 2020 Adrian Lewis
- 2019 Dimitris Bertsimas y Jong-Shi Pang
- 2018 Dimitri Bertsekas y John Tsitsiklis
- 2017 Donald Goldfarb y Jorge Nocedal
- 2016 Martin I. Reiman y Ruth J. Williams
- 2015 Vašek Chvátal y Jean Bernard Lasserre
- 2014 Nimrod Megiddo
- 2013 Michel Balinski
- 2012 George Nemhauser y Laurence Wolsey
- 2011 Gérard Cornuéjols
- 2010 Søren Asmussen y Peter W. Glynn
- 2009 Yurii Nesterov y Yinyu Ye
- 2008 Frank Kelly
- 2007 Arthur F. Veinott
- 2006 Martin Grötsche, László Lovász y Alexander Schrijver
- 2005 Robert Aumann
  - en reconocimiento de sus fundamentales contribuciones a la teoría de juegos y áreas relacionadas
- 2004 Michael Harrison
  - por sus profundas contribuciones a dos áreas principales de la investigación operativa: redes estocásticas y finanzas matemáticas.
- 2003 Arkadi Nemirovski y Michael Todd
  - por sus contribuciones originales en optimización continua.
- 2002 Donald Iglehart y Cyrus Derman
  - por sus fundamentales contribuciones al análisis de eficacia y la optimización de sistemas estocásticos.
- 2001 Ward Whitt
  - por sus contribuciones a la teoría de colas, probabilística aplicada y modelado estocástico.
- 2000 Ellis Johnson y Manfred Padberg
- 1999 Tyrrell Rockafellar
- 1998 Fred Glover
- 1997 Peter Whittle
- 1996 Peter Fishburn
- 1995 Egon Balas
- 1994 Lajos Takacs
- 1993 Robert Herman
- 1992 Alan Hoffman y Philip Wolfe
- 1991 Proschan Barlow
- 1990 Richard Karp
- 1989 Harry Markowitz
- 1988 Herbert Simon
- 1987 Samuel Karlin
- 1986 Kenneth Arrow
- 1985 Jack Edmonds
- 1984 Ralph Gomory
- 1983 Herbert Scarf
- 1982 Abraham Charnes, William Cooper, y Richard Duffin
- 1981 Lloyd Shapley
- 1980 David Gale, Harold W. Kuhn, y Albert W. Tucker
- 1979 David Blackwell
- 1978 John Forbes Nash y Carlton Lemke
- 1977 Felix Pollaczek
- 1976 Richard Bellman
- 1975 George Dantzig, por su trabajo sobre programación lineal.

También existe la Medalla John von Neumann, concedida por el IEEE anualmente "por logros sobresalientes en ciencias y tecnologías relacionadas con la computación."